# 나주중학교
나주중학교(羅州中學校)는 대한민국 전라남도 나주시 죽림동에 있는 공립 중학교이다.

## 학교 연혁
- 1946년 9월 15일 : 나주중학교 개교
- 1946년 10월 8일 : 초대 최규탁 교장 취임
- 1961년 3월 31일 : 나주중학교와 나주여자중학교 분리
- 1998년 3월 1일 : 나주중과 나주여중이 나주중학교로 통합
- 2025년 2월 7일 : 제78회 116명 졸업(총 26,282명)
- 2025년 3월 1일 : 제35대 박세아 교장 부임

## 참고 자료
- 나주중학교 - 한국교육학술정보원 학교알리미